# Artūras Skardžius
Artūras Skardžius (* 17. November 1960 in Subačius, Rajongemeinde Kupiškis) ist ein litauischer Manager und Politiker, Mitglied des Seimas, ehemaliger Parlamentsvizepräsident.

## Leben
Nach dem Abitur 1978 an der 2. Mittelschule Panevėžys absolvierte Artūras Skardžius 1986 das Diplomstudium der Wirtschaftsingenieurwesens am Bauinstitut Vilnius in der litauischen Hauptstadt Vilnius.
Von 1984 bis 1988 arbeitete er als Ingenieur in Vilnius. Von 1994 bis 1998 war er Kommerzdirektor von „Nefra“ und von 1999 bis 2000  Direktor der UAB „Rastma“, Vorstandsmitglied von UAB „Vilniaus vaisiai ir daržovės“ und UAB „Dzūkijos dujos“, von 1998 bis 2000 Präsident eines Wirtschaftsverbands (Lietuvos vaisių ir daržovių prekybos įmonių asociacija „Vaisiai ir daržovės“).
Von 2000 bis 2004 war er Mitglied und stellvertretender Vorsitzender des Seimas mit Naujoji sąjunga. Von 2016 bis 2020 war er Mitglied im 12. Seimas. Von November 2020 bis 2024 war er Beamter der Seimas-Kanzlei und Gehilfe von Seimas-Mitglied Vytautas Gapšys. In der Parlamentswahl in Litauen 2024 wurde er ins 14. Seimas ausgewählt.
Seit 2024 ist er Mitglied der Partei Nemuno aušra. Er war Mitglied von Naujoji Sąjunga.

## Quelle
- 2000 m. Seimo rinkimų informacija